# 科學山 (肯塔基州)
科學山（英語：Science Hill）是一個位於美國肯塔基州普瓦斯基縣的城市。

## 地方資料
根據2020年美國人口普查的數據，科學山的面積為1.98平方千米，當中陸地面積為1.98平方千米，而水域面積為0.00平方千米。當地共有人口657人，而人口密度為每平方千米331.82人。